# William (3e comte de Ross)
Pour les articles homonymes, voir William.
William ou Uilleam (II) Ross ou de Ross (mort le 28 janvier 1323) est le 3e comte de Ross de 1274 à 1323.

## Origine
William II Ross est le fils unique de Uilleam (I) ou William Ross, 2e comte de Ross (mort en 1274) et de Jeanne Comyn, fille de William Comyn (mort en 1233), comte de Buchan.

## Comte de Ross
William ou Uilleam (II) est parmi les nobles qui font le serment en 1284 de reconnaitre les droits de Margaret the Maid of Norway au trône d'Écosse. En 1290 il souscrit le traité de Birgham qui prévoit le mariage de Marguerite Ire d'Écosse avec le prince Édouard d'Angleterre.
Pendant la « Grande Cause » il est un des partisans de Jean d'Écosse, et quand ce dernier devient roi, il reçoit de Jean Ier un nouveau « sheriffdom » qui recouvre une partie des Hébrides extérieures, Skye, le Wester Ross, et le Kintail.
Quand la guerre entre le royaume d'Écosse et l'Angleterre commence, il prend part au raid sur Carlisle en 1296 mais lors de la Bataille de Dunbar, il est fait prisonnier et enfermé à la Tour de Londres d'où il n'est relâché qu'en 1303, après que son épouse ait adressé une supplique pour sa libération au roi Édouard Ier d'Angleterre. Peu après Édouard Ier le nomme « Gardien de l'Écosse » au-delà de la Spey. Les relations familiales de William II Ross avec la famille Comyn le conduisent à s'opposer à Robert Bruce en 1306, et il capture dans le sanctuaire de Saint Duthac de Tain, l'épouse, la fille et les deux sœurs de Robert Ier ainsi que John Strathbogie comte d'Atholl qu'il livre aux Anglais.
Quand Robert Ier entreprend sa campagne de conquête des Highlands, il réclame en vain l'aide du roi Édouard II d'Angleterre. Après l'effondrement le 23 mai 1308 de la puissance de John Comyn (mort en 1308), 7e comte de Buchan lors du combat de la colline de Bara, il est contraint de conclure une trêve avec le roi le 2 juin suivant. Cet engagement concerne également le comté de Sutherland qui était administré par son fils cadet Sir John Ross pour le compte du jeune William (III) Sutherland 3e comte de Sutherland.
Le 31 octobre 1308, William Ross rend l'hommage au roi Robert Ier au château d'Auldearn. Il est bien traité par le roi d'Écosse à qui il reste désormais fidèle et qui lui laisse ses domaines auxquels Ferncrosky et Dingwall sont ajoutés en 1321. La réconciliation est confirmée par l'union de son fils et héritier Hugues Ross avec Matilda la sœur du roi pendant que sa fille Isabelle épouse Édouard Bruce.
Avec Hugues, son fils aîné et héritier, il participe au premier Parlement tenu par Robert Ier en 1309 et il fait partie des huit comtes écossais qui apposent leur sceau sur la déclaration d'Arbroath en 1320. le comte William meurt à Delny, près d'Invergordon le 28 janvier 1323.

## Union et postérité
Avec son épouse, Euphémie, dont les ancêtres sont inconnus, qui détenait apparemment des propriétés dans le sheriffdom d'Édimbourg et qui est peut-être une fille de Sir Hugh de Berkeley, Justiciar du Lothian. ils ont trois fils et une fille :
- Hugues, 4e comte de Ross ;
- John Ross épouse Margaret fille d'Alexandre Comyn et de Jeanne de Latimer, nièce et cohéritière de John Comyn, 7e comte de Buchan ;
- Walter, tué à la bataille de Bannockburn ;
- Isabelle Ross épouse d'Édouard Bruce.

## Sources
- (en) R. W. Munro and Jean Munro « William Ross, third earl of Ross (d. 1323) dans Ross family (per. c.1215–c.1415) », Oxford Dictionary of National Biography, Oxford University Press, 2004.
- (en) Michael Brown The Wars of Scotland 1214~1371 The New Edinburgh History of Scotland IV. Edinburgh University Press, (Édimbourg 2004)  (ISBN 0748612386).
- (en) G.W.S. Barrow Robert Bruce and the Community of the Realm of Scotland E.U.P 4e édition (Édimbourg 2005)  (ISBN 0-7486-2022-2) p. 531.
- (en) John.L.Roberts Lost Kingdoms Celtic scotland and the Middle Ages Edinburgh University Press (Édimbourg 1997)  (ISBN 0748609105).